# Bumba (territoire)
Pour les articles homonymes, voir Bumba (homonymie).
Bumba est un Territoire du nord de la république démocratique du Congo faisant partie de la province de la Mongala. Son chef-lieu est la cité de Bumba. C'est un centre de communication, un port fluvial et le point de départ de la ligne de chemin de fer vers Isiro.
La population du territoire de Bumba parle surtout le budza et le lingala.
Le territoire est traversé par la route nationale N6 d'est en Ouest et les routes R337, R338, R339, R340, R341.

## Organisation
Le territoire de Bumba est organisé en 6 secteurs et 1 cité.
| Secteur    | Groupements | Villages                       |
| ---------- | --- | ------------------------------ |
| Banda-Yowa | Bokoy, Boli Nord, Boli Sud, Gongo, Yamandika I, Yamandika II, Yambata-Bambou, Yambata-Rizière,                               | 6 groupements de 124 villages  |
| Itimbiri   | Bokombe, Bopandu, Bowela Bomenge, Concession PHC, PHC Yamolota, Woonda, Yabiango, Yaliambi, Yaligimba, Yamolota              | 12 groupements de 151 villages |
| Loeka      | Bongowy, Bosanga, Botsoli, Budja, Manga, Wasalaka, Yakoy, Yambenga, Yambili, Yamongili                                       | 6 groupements de 152 villages  |
| Molua      | Bondjo, Ebonda, Ekango, Likombe, Yaengomba, Yalokolu, Yambau, Yambuli, Yamikeli, Yamisiko, Yamolanga, Yapaka                 | 12 groupements de 151 villages |
| Monzamboli | Bolupi, Ndobo, Yakombo, Yalombo, Yambau, Yambenga, Yamendo, Yangola, Yanzela, Yatshonzo,                                     | 10 groupements de 122 villages |
| Yandongi   | Bauma, Benzale, Bodzogi, Bokoy, Bondunga, Doko, Libute, Mombongo, Ndundu Sanga, Yalisika, Yambila, Yambuku, Yanzela, Yasongo | 12 groupements de 92 villages  |

### Localités
Les principales localités sont :
- Baisa
- Bokata
- Bongulu
- Boso
- Boyange
- Bumba (chef-lieu)
- Engengele
- Ebonda
- Lawu
- Lolaka
- Lolo
- Moenge
- Monzamboli, ou Mondjamboli
- Monongo
- Ndobo
- Yabia
- Yaligimba
- Yambata
- Yambuku
- Yamisolo
- Yandongi
- Yangome
- Yasoku

## Géographie

### Climat
La zone climatique de Bumba est composée de deux saisons annuelles plus marquées.
La saison sèche qui va du 21 décembre au 15 mars, elle  est suivie par la petite saison de pluie qui va de 21 juin à la fin du mois de juillet, et est suivi par la grande saison de pluie allant de la fin du mois de juillet au 21 décembre (cité par AMBWA).
II.4.2. Sol
Sol est presque généralement Argileux-sablonneux dont la sensibilisation. À l’intérieurs de la ville de Bumba, la végétation est dominée par les cultures de base notamment les arbres fruitiers tandis que la forêt  environnant est celle de la jachère.
La localité connait deux saisons sèches qui durent respectivement 1 mois et 4 mois.

### Cours d'eau
L’hydrographie de la ville de Bumba est associé de Congo Moyen, la rivière Molua, la rivière Monama,et les ruisseaux : Ndongo,Orap,Lingode,Kano et Mabaya sont principalement source d’approvisionnement en eau.

## Démographie
Population et activité anthropiques
La population de ville de Bumba  est composée des toutes les ethnies de la RDC :( Ngombe ; Bomboma ; Poto ; Ngwandi ; Mongo ; Lokele ; Luba ; Kongo ; Ndunga ;) mais les majorités de la population sont dominées par le peuple Budja dont la civilisation n’est pas différente de celle des ethnies environnantes.
L’économie du milieu est soutenue par les activités informelles qui sont notamment les commerces, agriculture, pèche et élevage.

Les cultures prenant valeurs sont celles qui s’adaptent aux conditions édapho-climatique du milieu et dont les débauches sont à la fois locaux et extérieur (Kisangani, Mbandaka et Kinshasa).
| 1994    | 2004    |
| ------- | ------- |
| 500 296 | 735 669 |

## Économie
- Commerce agricole locale
- Exploitation forestière
- Plantations de palmiers à huile à Yaligimba, Plantations et huileries du Congo (PHC)